# キャロライン in N.Y.
キャロライン in Ｎ.Ｙ.（Caroline in the City）は1995年から1999年までアメリカで製作されNBCにて放映された、ニューヨークを舞台にしたシットコムである。主演はリー・トンプソン。日本ではLaLaTVにて最終シーズンまで放送された。

## 主な登場人物
母（Mother）
（演：ジョディ・ベンソン）

## 備考
最終シーズンとなる第4シーズン目は、フルシーズンといってもよい全22話製作されているが、その最終回は視聴者にとってクリフハンガーとも一応の完結とも取ることができる結末になっている。